# Масса-Ломбарда
Масса-Ломбарда (італ. Massa Lombarda) — муніципалітет в Італії, у регіоні Емілія-Романья, провінція Равенна.
Масса-Ломбарда розташована на відстані близько 290 км на північ від Риму, 38 км на схід від Болоньї, 31 км на захід від Равенни.
Населення — 10 662 особи (2014).
Щорічний фестиваль відбувається 25 січня. Покровитель — Святий Павло (San Paolo).

## Демографія
Населення за роками:

Станом на 1 січня 2023 року в муніципалітеті офіційно проживало 2113 іноземців з 58 країн, серед них 660 громадян країн Євросоюзу та 37 громадян України.

## Сусідні муніципалітети
- Конселіче
- Сант'Агата-суль-Сантерно
- Луго
- Мордано